# لووژنیتسه
لووژنیتسه (به چکی: Loužnice) یک منطقهٔ مسکونی در جمهوری چک است که در ناحیه یابلونتس ناد نیسوو واقع شده‌است.